# Forlandet nationalpark
Forlandet nationalpark ligger i den norske øgruppe Svalbard. Parken blev oprettet ved en kongelig beslutning den 1. juni 1973 og dækker hele øen Prins Karls Forland og havet omkring den. Den norske nationalpark har et areal på 616 km2 og et havområde på 4.031 km 2 .
Området er kendt for verdens nordligste bestand af sæler og også verdens nordligste bestand af lomvier. I regionen er der adskillige arkæologiske rester fra norske og russiske jægere og hvalfangere.
Forlandsøyane fuglereservat inde i parken er anerkendt som et vådområde af international betydning, ved udpegning under Ramsarkonventionen. Nationalparken er også blevet identificeret som et vigtigt fugleområde (IBA) af BirdLife International, fordi det understøtter avlsbestande af bramgås, edderfugle og tejster.